# Werner Oehlmann
Werner Oehlmann (* 15. Februar 1901 in Schöppenstedt bei Braunschweig; † 24. Juli 1985 in Bitburg) war ein deutscher Musikkritiker und Autor.

## Leben
Nach Abschluss des Gymnasiums studierte Oehlmann zunächst in Braunschweig Klavier bei Karl Pohlig, dann in Berlin bei Rudolf Maria Breithaupt (Klavier) und Rudolf Krasselt (Dirigieren), anschließend an der Musikhochschule Weimar Komposition bei Richard Wetz und schließlich an der Berliner Friedrich-Wilhelms-Universität Musikwissenschaft bei Hermann Abert.
Danach arbeitete er von 1930 bis 1932 als Regisseur und Dramaturg in Bamberg.
In der Zeit des Nationalsozialismus war Oehlmann Konzertbegleiter und Musikreferent in Berlin. In den Jahren 1938 bis 1940 schrieb er Beitrage in der gleichgeschalteten Deutschen Allgemeinen Zeitung, von 1940 bis 1944 auch in der NS-Zeitschrift Das Reich. Nach einer Reise in das sogenannte Generalgouvernement schrieb er im November 1941 einen Beitrag im Sinne der NS-Machthaber unter dem Titel Verwandelter Osten in der Zeitschrift Das Reich: „Deutsche Ordnung hat nun von diesem Raum der ungeordneten Kräfte Besitz genommen. […] Die Juden, überall in eigenen Wohnvierteln konzentriert, sind praktisch als politisch völkisches Element schon ausgeschaltet.“
1945 wurde Oehlmann Leiter der Städtischen Musikschule Braunschweig, von 1947 bis 1949 war er Redakteur der Nachtprogramme des NWDR Hamburg. Von 1950 bis 1966 war er Musikredakteur beim Berliner Tagesspiegel und ab 1954 in gleicher Position beim Sender Freies Berlin tätig. Anschließend trat er in den Ruhestand.
Als Autor hat sich Oehlmann vor allem als Herausgeber von Musikführern – umfangreiche Nachschlagewerke zu bestimmten musikalischen Bereichen – einen Namen gemacht.

## Werke (Auswahl)
- Die Musik des neunzehnten Jahrhunderts. de Gruyter, Berlin 1953 (Sammlung Göschen) (eingeschränkte Vorschau in der Google-Buchsuche)
- Die Musik des 20. Jahrhunderts. de Gruyter, Berlin 1961 (Sammlung Göschen) (eingeschränkte Vorschau in der Google-Buchsuche)
- Reclams Chormusikführer (später: Chormusik- und Oratorienführer). Reclam, Stuttgart 1965; 6. Aufl. 1991, ISBN 3-15-010017-8, 630 S. (mit zahlr. Notenbeispielen)
- als Hrsg., zusammen mit Klaus Billing und Walther Kaempfer: Reclams Klaviermusikführer. Band II. Von Franz Schubert bis zur Gegenwart. Reclam, Stuttgart 1967; 5. Aufl. 1986, ISBN 3-15-010125-5, 1.064 S. (m. zahlr. Notenbeispielen)
- als Hrsg., zusammen mit Christiane Bernsdorff-Engelbrecht: Reclams Klaviermusikführer. Band I. Frühzeit, Barock und Klassik. Reclam, Stuttgart 1968; 4. Aufl. 1982, ISBN 3-15-010112-3, 813 S. (mit zahlr. Notenbeispielen)
- Hans Chemin-Petit: Dirigent, Lehrer, Komponist. Merseburger, Berlin 1971
- Reclams Liedführer. Reclam, Stuttgart 1973; 4. Aufl. 1993; 1024 S. (mit 470 Notenbeispielen); ISBN 3-15-010215-4
- Vincenzo Bellini. Atlantis, Zürich / Freiburg 1974
- Das Berliner Philharmonische Orchester. Bärenreiter-Verlag, Kassel / Basel / Tours / London 1974
- Oper in vier Jahrhunderten. Belser, Stuttgart / Zürich 1984